# Aeroporto di Debrecen
L'aeroporto internazionale di Debrecen (IATA: DEB, ICAO: LHDC) è un aeroporto situato nell'Ungheria orientale a 5 km a sud-ovest dalla città di Debrecen.